# Sigrid Synnergren
Sigrid Birgitta Synnergren, född 21 oktober 1894 i Jönköping, död 5 januari 1986 i Lund, var en svensk textilkonstnär och målare.
Hon var dotter till fabrikören Johan Fritiof Synnergren och Johanna Wilhelmina Eriksson. Synnergren studerade vid Högre konstindustriella skolan i Stockholm 1915–1918 samt under ett flertal studieresor i utlandet. Hon var rektor och konstnärlig ledare för Åbo väv- och syskola 1923–1933 och föreståndare för Kronobergs läns hemslöjd i Växjö 1933–1939 och därefter bildade hon tillsammans med Maja Wirde Södra Sveriges kyrkliga textil i Lund där hon var konstnärlig ledare. Hon arbetade med textilt mönsterskapande på skiftande områden men huvudsakligen med kyrklig textilkonst som antependier, mässhakar och altarbrunnar som var broderade i silke, linne, guld och silver. För Bodafors kyrka utförde hon kompositionen Agnus Dei 1940, för Mariakyrkan i Helsingborg S:ta Maria 1955 och för Andreaskyrkan i Malmö Tillbedjan 1959, hautelissvävnaden S:ta Veronica för Åbo domkyrka 1927, applikationen Jesus välsignar barnen för Hulterstads kyrka samt mattor i röllakan, flossa eller rya och kompositioner för damast i siden och linne. Vid sidan av textilkonsten utförde hon landskapsmålningar i akvarell. Separat debuterade hon med en utställning i Helsingborg 1928 och under 1940- och 1950-talen ställde hon ut separat vid upprepade tillfällen i Jönköping, Växjö, Lund och Kalmar. Tillsammans med Maja Wirde och Wiwen Nilsson ställde hon ut på ett flertal platser i Sverige. Hon medverkade i världsutställningen Exposición Internacional de Barcelona i Barcelona 1929, Exposition universelle de 1935 i Bryssel 1935 och Exposition Internationale des arts et techniques dans la vie moderne i Paris 1937 samt i samlingsutställningar i Åbo 1930–1933, Milano 1933, Warszawa och Prag 1938.
Synnergren är representerad vid bland annat Länsmuseet Gävleborg.